# Sassonia (regione storica)

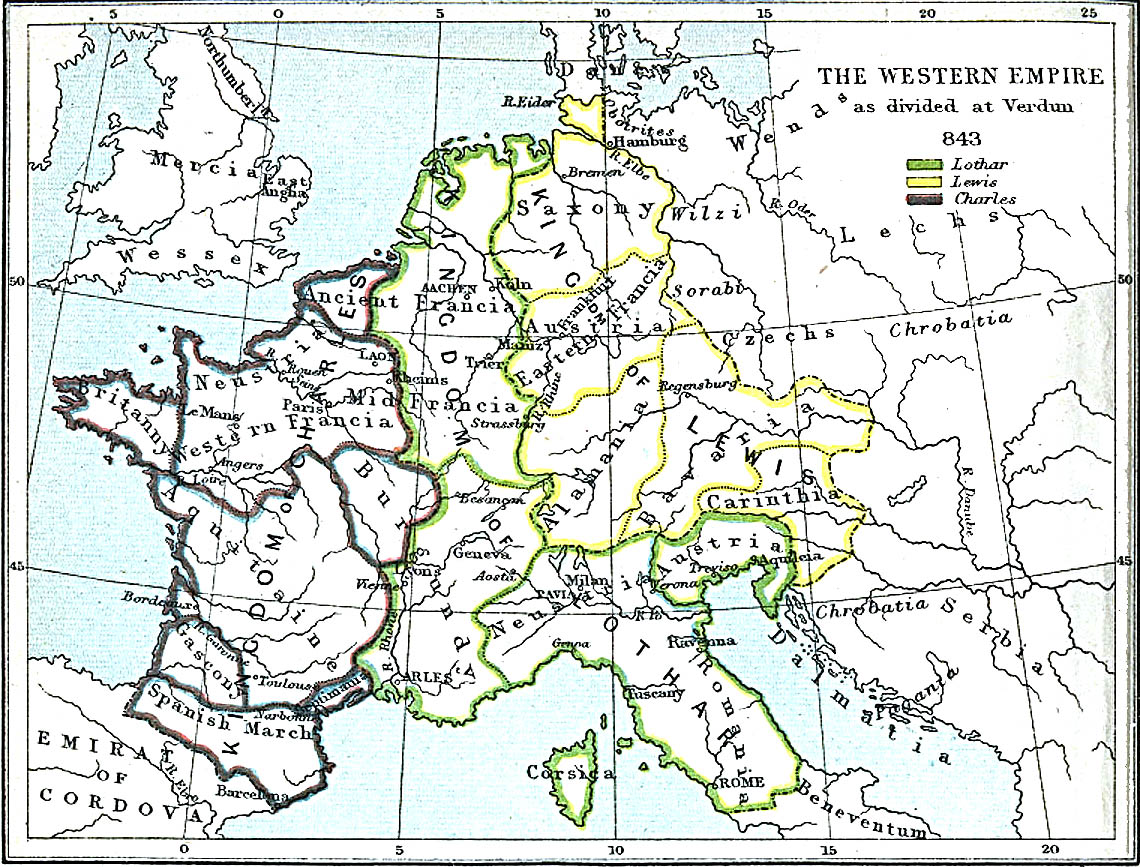
Mappa che mostra la terra di origine dei Sassoni nella tradizionale regione compresa tra i tre fiumi: Ems, Eider e Elba
Fonte: "Freeman's Historical Geographys".

La Sassonia era la patria dei Sassoni durante l'Alto Medioevo. Corrisponde all'incirca ai moderni Länder della Bassa Sassonia, Amburgo, Brema, della parte orientale della Renania Settentrionale-Vestfalia, della parte meridionale dello Schleswig-Holstein, e della Sassonia-Anhalt occidentale. Aveva quattro province: Nordalbingia, Ostfalia, Vestfalia e Angria; queste province, a loro volta, erano divise in territori più piccoli, le gaue, che erano equivalenti alle contee.
Non va confusa con l'odierno Stato tedesco della Sassonia, che si trova nella Germania orientale e confina con il confine nord-occidentale della Repubblica Ceca, e che in tempi medievali corrispondeva all'incirca alla Marca di Meissen.

## Storia
Tacito, nella sua opera del I secolo De Origine et situ Germanorum, elenca diverse tribù di popoli germanici che avrebbero abitato la costa settentrionale e le terre interne poi chiamate Antica Sassonia:
Tacito riteneva che questi precursori tribali dei Sassoni fossero gli abitanti originari e antichi di queste terre. Le moderne prove linguistiche e archeologiche tendono a sostenere questa ipotesi.
La Geographia di Tolomeo, scritta nel II secolo, è talvolta considerata la prima menzione dei Sassoni. Alcune copie di questo testo menzionano una tribù chiamata Saxones che si trovava nell'area a nord del basso fiume Elba, che si pensa derivi dalla parola Sax (seax, un coltello di pietra). Tuttavia, altre copie chiamano la stessa tribù Axones, ed è probabile che si tratti di un errore di ortografia nella trascrizione della tribù che Tacito, nella sua Germania, chiama planes. Questi primi sassoni tribali conosciuti avrebbero abitato l'Albingia settentrionale, una regione che confinava con la riva nord della foce del fiume Elba, nell'attuale Holstein occidentale. Con la scarsità di terra, la popolazione sassone iniziò a spostarsi verso sud, dove assorbì popolazioni indigene come i Cherusci, i Camavi e i Caucasici, e le porzioni rimanenti dei Longobardi e dei Suebi. Questo dominio più ampio è chiamato Antica Sassonia. Anche i Cauci, secondo Tacito, vivevano nell'area generale poi conosciuta come Antica Sassonia ed erano molto rispettati tra le tribù germaniche. Li descrive come pacifici, tranquilli ed equilibrati. A un certo punto, è possibile che si siano fusi con i Sassoni o che siano stati sinonimi di questi ultimi.
Lo scrittore anglosassone Beda, nella sua opera Historia ecclesiastica gentis Anglorum (731) affermava che l'Antica Sassonia era l'area compresa tra i fiumi Elba, Weser e Eider, nel nord e nord-ovest dell'odierna Germania, un territorio che si trovava oltre i confini dell'Impero romano. Corrisponde ai moderni Stati federati di Bassa Sassonia, Renania Settentrionale-Vestfalia e Sassonia-Anhalt.
I "pirati" sassoni giungevano da qui per razziare la costa orientale della Britannia durante il III e IV secolo (rendendo necessaria la costruzione di difese marittime nella Britannia orientale, che furono chiamate collettivamente Costa sassone).
Si ritiene che, con la caduta delle difese dell'Impero romano sul Reno nel 407, la pressione causata dai movimenti delle popolazioni dell'est costrinse i Sassoni e le vicine tribù Angli e degli Iuti a migrare a ovest via mare e invadere le fertili aree pianeggianti della Britannia. Questa invasione viene tradizionalmente collocata nell'anno 449, definito Adventus Saxonum, a cui seguirono 400 tormentosi anni di guerre di occupazione che sfociarono nella creazione dei vari regni anglosassoni in Britannia, tra cui il Sussex (regno sassone del sud), il Wessex (regno sassone dell'ovest) e l'Essex (regno sassone dell'est) oltre a quelli fondati dagli Angli e dagli Iuti, alla base della moderna nazione inglese.
Dopo la caduta dell'Impero romano d'Occidente nel V secolo, gli antichi Sassoni rimasti in Germania si associarono liberamente al Regno merovingio dei Franchi, pur rimanendo ampiamente indipendenti e conservando la loro antica religione pagana. La religione pagana sassone sembra fosse incentrata sul culto dell'Irminsul, o grande pilastro; un albero divino che collegava il cielo e la terra e che si ritiene esistesse in un sito vicino al moderno Obermarsberg.
Per la maggior parte, le terre sassoni erano un'ampia pianura, tranne che a sud, dove si ergevano le colline e le basse montagne dell'Harz e dell'Assia. Questa linea di demarcazione era l'unica cosa che separava il territorio sassone dai suoi antichi nemici ed eventuali conquistatori, i Franchi. La mancanza di una chiara definizione fisica lungo questo confine è stata, da tempo immemorabile, la causa di incessanti conflitti tribali tra i due popoli. I Sassoni sono menzionati nel 555 come abitanti dell'attuale Germania settentrionale alla morte del re franco Teodebaldo (535-555 circa), un periodo che sfruttarono per la guerra. I Sassoni furono sconfitti da Clotario I, successore di Teodobaldo. Alcuni dei suoi successori franchi combatterono contro i Sassoni, mentre altri si allearono con loro. Anche il re Clotario II ottenne una vittoria decisiva contro i Sassoni.
La riluttanza dei Sassoni ad accettare la nuova religione cristiana e la loro propensione a compiere incursioni distruttive tra i loro vicini li avrebbe portati a scontrarsi direttamente con Carlo Magno, il potente re dei Franchi e poi imperatore. Dopo diverse campagne sanguinose e altamente distruttive durate quasi trent'anni, tra il 772 e l'804, gli antichi Sassoni guidati da Viduquindo furono infine sottomessi da Carlo Magno e costretti a convertirsi al cristianesimo.
I legami primitivi di parentela e di clan erano particolarmente forti tra i Sassoni e, nonostante le loro numerose divisioni, costituirono una nazione insolitamente omogenea che visse fino all'VIII secolo come i primi popoli germanici descritti da Tacito nella sua opera De origine et situ Germanorum. La lunga guerra con i Franchi ridusse in larga misura la loro identità culturale distintiva, ma non la cancellò completamente.
Adamo di Brema, scrivendo nell'XI secolo, paragonò la forma dell'Antica Sassonia a un triangolo e stimò la distanza da un angolo all'altro in otto giorni di viaggio. In termini di superficie, l'Antica Sassonia era il più grande dei ducati tribali germanici. Comprendeva tutto il territorio tra i fiumi Elba inferiore e Saale, quasi fino al Reno. Tra le foci dell'Elba e del Weser confinava con il Mare del Nord. Le uniche parti del territorio che si estendevano a monte dell'Elba erano le contee di Holstein e Ditmarschen. Le terre tribali erano grossomodo divise in quattro gruppi affini: gli Angrivari lungo la riva destra del Weser; i Vestfaliani lungo l'Ems e il Lippe; gli Ostfaliani sulla riva sinistra del Weser; e i Nordalbingiani nella moderna regione dell'Holstein. Ma anche con questi quattro gruppi tribali la divisione tribale non si esauriva, perché la nazione sassone era in realtà un insieme di clan di parentela. Ad esempio, i soli Nordalbi erano divisi in diversi gruppi più piccoli: gli Holsteiner, gli Sturmarii, i Bardi e gli uomini di Ditmarschen.